# ČT24
A ČT24 (vagy Česká televize 24; Čtyři a dvacítka; magyarul: CsT24 vagy Cseh Televízió 24; Huszonnégyes) negyedik cseh televíziós csatorna, amelyet a Česká televize (ČT) birtokol és üzemeltet. A csatorna 2005. május 2-án kezdett el közvetíteni. Tematikailag hasonlít a magyar M1-hez.
A csatorna elérhető a földi DVB-T szabványban SD-ben, DVB-T2 szabványban HD-ben és SD-ben, valamint műholdas sugárzásban SD felbontásban.

## Korábbi logók

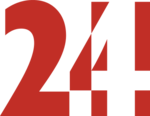
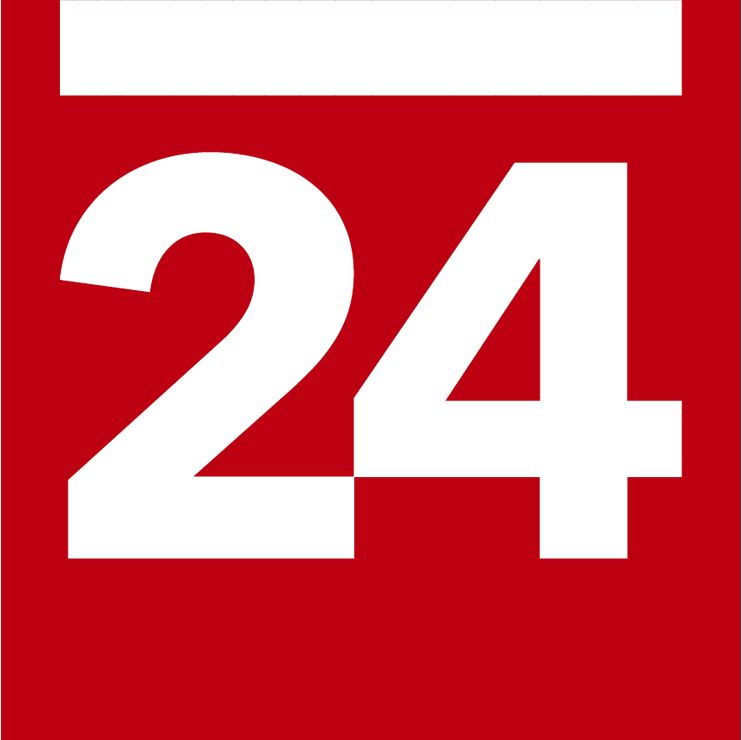